# Université du Mans

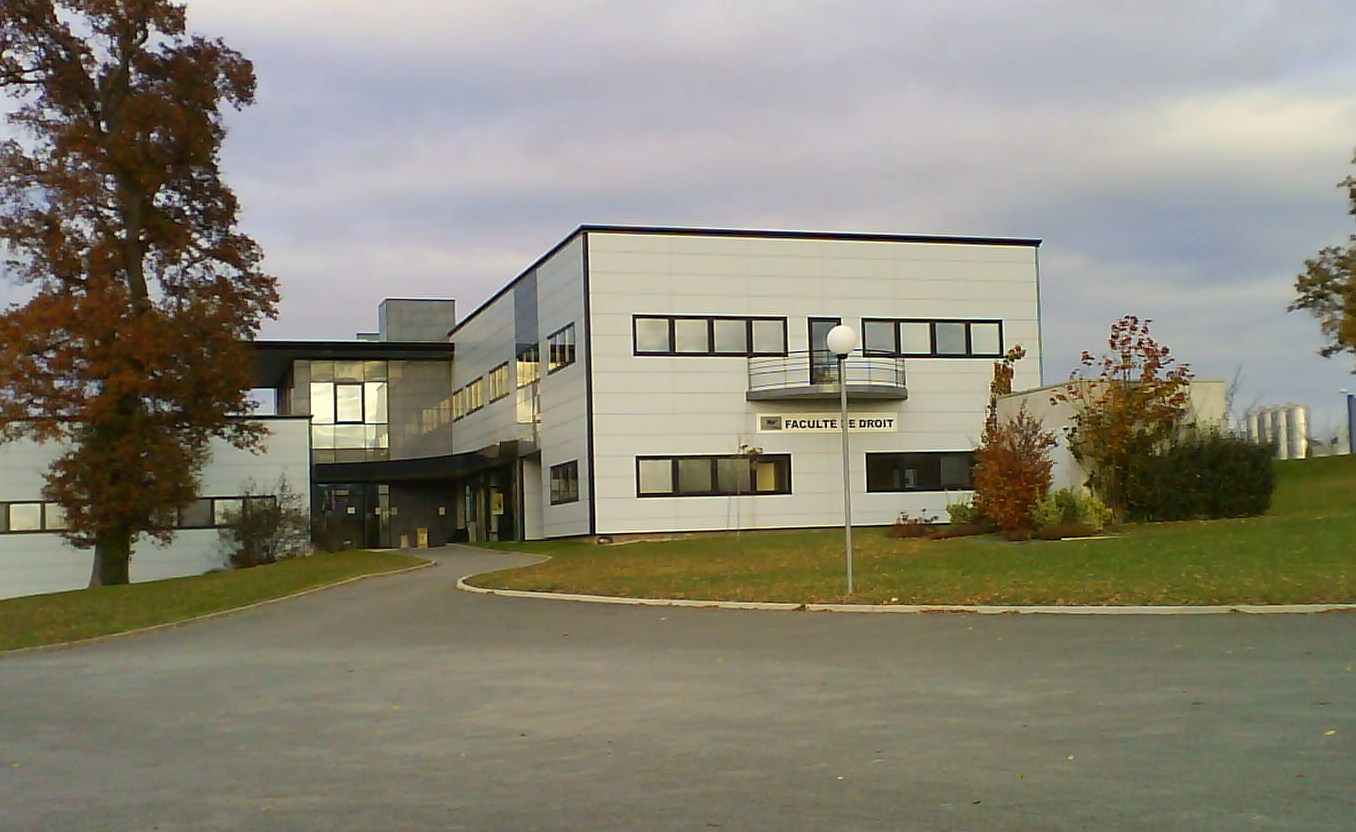
Budynek wydział historii

Université du Mans – francuski, publiczny uniwersytet mający swoją siedzibę w mieście Le Mans. Uczelnia jest częścią Akademii Nantes. Obecnie na uczelni studiuje ponad 9000 studentów wszystkich wydziałów i kierunków wspartych ponad 800-osobową kadrą naukową. Uczelnia została założona w 1977 roku, a jedna z uczelni powstałych w ramach reformy oświaty wyższej która została przeprowadzona w 1969 roku.
Uniwersytet specjalizuje się w kształceniu studentów w kierunkach geologii topografii, a także informatyki i nauk ścisłych. 

## Wydziały
Uniwersytet dzieli się na następujące wydziały oraz departamenty:
- Wydział Literatury, Lingwistyki oraz Nauk Humanistycznych
- Wydział Historii
- Wydział Ekonomii
- Wydział Nauk Ścisłych
- Wydział Informatyki
- Wydział Geologii i Topografii
- Wydział Technologii i Inżynierii